# Boldoa
Boldoa es un género de plantas herbáceas caducas o perennes perteneciente a la familia Nyctaginaceae. Comprende 2 especies descritas y de estas, las 2 pendientes de ser aceptadas.

## Taxonomía
El género fue descrito por  Cav. ex Lag.  y publicado en Genera et species plantarum 9–10. 1816.

## Especies aceptadas
A continuación se brinda un listado de las especies del género Boldoa pendientes de ser aceptadas hasta octubre de 2014, ordenadas alfabéticamente. Para cada una se indica el nombre binomial seguido del autor, abreviado según las convenciones y usos.	
- Boldoa lanceolata Lag.
- Boldoa ovatifolia Ram.Goyena